# Дембіна (Грубешівський повіт)
Дембіна (пол. Dębina; укр. Дубина) — колонія у Польщі, у Люблінському воєводстві Грубешівського повіту, ґміни Ухані.
1. ↑  https://bdl.stat.gov.pl/api/v1/data/localities/by-unit/060611004072-0903920?var-id=1639616&format=jsonapi